# Seven de Sudáfrica 2014
El Seven de Sudáfrica de 2014 fue la decimosexta edición del torneo sudafricano de rugby 7 y el tercer torneo de la temporada 2014-15 de la Serie Mundial Masculina de Rugby 7.
Se disputó en el Nelson Mandela Bay Stadium de Puerto Elizabeth.

## Fase de grupos

### Grupo A
| Equipo         | Encuentros | Encuentros | Encuentros | Encuentros | Tantos  | Tantos    | Tantos     | Puntos |
| Equipo         | jugados    | ganados    | empatados  | perdidos   | a favor | en contra | diferencia | Puntos |
| -------------- | ---------- | ---------- | ---------- | ---------- | ------- | --------- | ---------- | ------ |
| Sudáfrica      | 3          | 3          | 0          | 0          | 100     | 7         | +93        | 9      |
| Estados Unidos | 3          | 2          | 0          | 1          | 71      | 43        | +28        | 7      |
| Gales          | 3          | 1          | 0          | 2          | 41      | 79        | −38        | 5      |
| Kenia          | 3          | 0          | 0          | 3          | 17      | 100       | –83        | 3      |

Nota: Se otorgan 3 puntos al equipo que gane un partido, 2 al que empate y 1 al que pierda

### Grupo B
| Equipo    | Encuentros | Encuentros | Encuentros | Encuentros | Tantos  | Tantos    | Tantos     | Puntos |
| Equipo    | jugados    | ganados    | empatados  | perdidos   | a favor | en contra | diferencia | Puntos |
| --------- | ---------- | ---------- | ---------- | ---------- | ------- | --------- | ---------- | ------ |
| Argentina | 3          | 3          | 0          | 0          | 76      | 33        | +43        | 9      |
| Australia | 3          | 2          | 0          | 1          | 104     | 52        | +52        | 7      |
| Portugal  | 3          | 1          | 0          | 2          | 47      | 54        | –7         | 5      |
| Zimbabue  | 3          | 0          | 0          | 3          | 12      | 88        | –88        | 3      |

### Grupo C
| Equipo  | Encuentros | Encuentros | Encuentros | Encuentros | Tantos  | Tantos    | Tantos     | Puntos |
| Equipo  | jugados    | ganados    | empatados  | perdidos   | a favor | en contra | diferencia | Puntos |
| ------- | ---------- | ---------- | ---------- | ---------- | ------- | --------- | ---------- | ------ |
| Fiyi    | 3          | 3          | 0          | 0          | 90      | 24        | +66        | 9      |
| Escocia | 3          | 1          | 0          | 2          | 43      | 45        | –2         | 5      |
| Canadá  | 3          | 1          | 0          | 2          | 42      | 62        | –20        | 5      |
| Francia | 3          | 1          | 0          | 2          | 41      | 85        | –44        | 5      |

### Grupo D
| Equipo        | Encuentros | Encuentros | Encuentros | Encuentros | Tantos  | Tantos    | Tantos     | Puntos |
| Equipo        | jugados    | ganados    | empatados  | perdidos   | a favor | en contra | diferencia | Puntos |
| ------------- | ---------- | ---------- | ---------- | ---------- | ------- | --------- | ---------- | ------ |
| Nueva Zelanda | 3          | 3          | 0          | 0          | 58      | 7         | +51        | 9      |
| Inglaterra    | 3          | 2          | 0          | 1          | 67      | 12        | +55        | 7      |
| Japón         | 3          | 1          | 0          | 2          | 17      | 88        | –71        | 5      |
| Samoa         | 3          | 0          | 0          | 3          | 28      | 63        | –35        | 3      |

## Fase Final

### Cuartos de final
| 14 de diciembre | Sudáfrica | 31 - 7 | Inglaterra |  |  |

| 14 de diciembre | Fiyi | 19 - 31 | Australia |  |  |

| 14 de diciembre | Nueva Zelanda | 28 - 7 | Sudáfrica |  |  |

| 14 de diciembre | Argentina | 24 - 19 | Escocia |  |  |

### Semifinal
| 14 de diciembre | Sudáfrica | 19 - 10 | Australia |  |  |

| 14 de diciembre | Nueva Zelanda | 29 - 0 | Argentina |  |  |

### Final
| 14 de diciembre | Sudáfrica | 26 - 17 | Nueva Zelanda |  |  |

| Bandera de Sudáfrica   |
| Campeón Sudáfrica      |
| 2º título del circuito |